# میدلند (داکوتای جنوبی)
میدلند(به انگلیسی: Midland) شهری در ایالت داکوتای جنوبی کشور ایالات متحده آمریکا است که جمعیت آن در سرشماری سال ۲۰۱۰ میلادی، ۱۲۹ نفر بوده‌است.